# Cacostola cana
Cacostola cana là một loài bọ cánh cứng trong họ Cerambycidae.